# Greenbush (Maine)
Greenbush ist eine Town im Penobscot County des Bundesstaates Maine in den Vereinigten Staaten. Im Jahr 2020 lebten dort 1444 Einwohner in 701 Haushalten auf einer Fläche von 113,86 km².

## Geografie
Nach dem United States Census Bureau hat Greenbush eine Gesamtfläche von 113,86 km², von der 113,44 km² Land sind und 0,41 km² aus Gewässern bestehen.

### Geografische Lage
Greenbush liegt im Süden des Penobscot Countys. Die westliche Grenze des Gebietes der Town bildet der Penobscot River. Mehrere kleinere Flüsse durchfließen das Gebiet von Greenbush und münden in ihn. Es gibt nur kleinere Seen auf dem Gebiet. Die Oberfläche ist eben, ohne nennenswerte Erhebungen.

### Nachbargemeinden
Alle Entfernungen sind als Luftlinien zwischen den offiziellen Koordinaten der Orte aus der Volkszählung 2010 angegeben.
- Norden: Passadumkeag, 13,5 km
- Osten: East Central Penobscot, Unorganized Territory, 14,6 km
- Süden: Milford, 8,8 km
- Westen: Argyle, Unorganized Territory, 8,2 km
- Nordwesten: Penobscot Indian Island Reservation, 6,7 km

### Stadtgliederung
In Greenbush gibt es mehrere Siedlungsgebiete: Cardville, Greenbush, Oakes' Mills, Olamon, Oraomo und Scotts Corners.

### Klima
Die mittlere Durchschnittstemperatur in Greenbush liegt zwischen −7,8 °C (18 °F) im Januar und 20,6 °C (69 °F) im Juli. Damit ist der Ort gegenüber dem langjährigen Mittel der USA um etwa 9 Grad kühler. Die Schneefälle zwischen Oktober und Mai liegen mit bis zu zweieinhalb Metern mehr als doppelt so hoch wie die mittlere Schneehöhe in den USA; die tägliche Sonnenscheindauer liegt am unteren Rand des Wertespektrums der USA.

## Geschichte
Die Besiedlung in dem Gebiet startete 1820. Greenbush wurde am 28. Februar 1834 als eigenständige Town organisiert. Zuvor wurde das Gebiet als Township No. 2 Old Indian Purchase, East of Penobscot River (T2 OIP EPR) oder auch als Ayers Settlement bezeichnet.

### Einwohnerentwicklung
| Volkszählungsergebnisse – Town of Greenbush, Maine | Volkszählungsergebnisse – Town of Greenbush, Maine | Volkszählungsergebnisse – Town of Greenbush, Maine | Volkszählungsergebnisse – Town of Greenbush, Maine | Volkszählungsergebnisse – Town of Greenbush, Maine | Volkszählungsergebnisse – Town of Greenbush, Maine | Volkszählungsergebnisse – Town of Greenbush, Maine | Volkszählungsergebnisse – Town of Greenbush, Maine | Volkszählungsergebnisse – Town of Greenbush, Maine | Volkszählungsergebnisse – Town of Greenbush, Maine | Volkszählungsergebnisse – Town of Greenbush, Maine |
| Jahr                                               | 1800                                               | 1810                                               | 1820                                               | 1830                                               | 1840                                               | 1850                                               | 1860                                               | 1870                                               | 1880                                               | 1890                                               |
| -------------------------------------------------- | -------------------------------------------------- | -------------------------------------------------- | -------------------------------------------------- | -------------------------------------------------- | -------------------------------------------------- | -------------------------------------------------- | -------------------------------------------------- | -------------------------------------------------- | -------------------------------------------------- | -------------------------------------------------- |
| Einwohner                                          |                                                    |                                                    |                                                    |                                                    | 261                                                | 457                                                | 656                                                | 621                                                | 681                                                | 659                                                |
| Jahr                                               | 1900                                               | 1910                                               | 1920                                               | 1930                                               | 1940                                               | 1950                                               | 1960                                               | 1970                                               | 1980                                               | 1990                                               |
| Einwohner                                          | 586                                                | 485                                                | 381                                                | 373                                                | 439                                                | 477                                                | 565                                                | 591                                                | 1064                                               | 1309                                               |
| Jahr                                               | 2000                                               | 2010                                               | 2020                                               | 2030                                               | 2040                                               | 2050                                               | 2060                                               | 2070                                               | 2080                                               | 2090                                               |
| Einwohner                                          | 1421                                               | 1491                                               | 1444                                               |                                                    |                                                    |                                                    |                                                    |                                                    |                                                    |                                                    |

## Wirtschaft und Infrastruktur

### Verkehr
Durch Greenbush verläuft entlang des Ostufers des Penobscot Rivers in nordsüdliche Richtung der U.S. Highway 2.

### Öffentliche Einrichtungen
In Greenbush gibt es keine medizinischen Einrichtungen oder Krankenhäuser. Nächstgelegene Einrichtungen für die Bewohner von Greenbush befinden sich in Orono und Howland.
Greenbush besitzt keine eigene Bücherei. Die nächstgelegenen befinden sich in Orono, Bradford und Old Town.

### Bildung
Für die Schulbildung in Greenbush ist das Greenbush School Department zuständig. In Greenbush befindet sich die Helen S. Dunn School, mit Schulklassen von Pre-Kindergarten bis zum 8. Schuljahr.